# Pedro Porcel Torrens
Pedro Porcel Torrens (Valencia, 21 de febrero de 1959) es un teórico, estudioso y editor de historieta e historiador del cine español.

## Biografía
Junto a Juan José Almendral, creó en Valencia la editorial Arrebato, que dirigió entre 1983 y 1986.
Con su hermano Andrés Porcel, escribió las monografías Historia del Tebeo Valenciano, editada en fascículos en el diario Levante en 1992, y Karpa (1993), además de realizar en solitario Clásicos en Jauja. La historia del tebeo valenciano (2002), que obtuviera el Premio Romano Calizzi al mejor estudio teórico del año. También ha colaborado en publicaciones como Acción, Cartelera Turia, El Maquinista o Noticias al día.
Junto a Álvaro Pons y Paco Camarasa comisarió en 2007 una exposición que repasaba la historia del cómic valenciano.
En 2010 aborda el cuaderno de aventuras en Tragados por el abismo, también publicado por Edicions de Ponent.
En 2012 recibió el XXXV Premio Diario de Avisos al mejor comentarista del cómic nacional.
En diciembre de 2014 presentó su libro Superhombres ibéricos.
Además de sus trabajos en papel mantuvo el blog El Desván del Abuelito  desde 2008 hasta 2017, donde escribió principalmente sobre historieta y cine.
En 2018 publica en la editorial valenciana Desfiladero Cine de terror 1930-1939. Un mundo en sombras. En 2023, y con la misma editorial, publica Viñetas infernales. Cien años de cómics de terror.

## Obras
- Clásicos en jauja. La historia del tebeo valenciano, Edicions de Ponent, 2002.
- Tragados por el abismo. La historieta de aventuras en España, Edicions de Ponent, 2010.
- Superhombres ibéricos, Edicions de Ponent, 2014.
- Cine de terror 1930-1939. Un mundo en sombras, Desfiladero, 2018.
- Viñetas infernales. Cien años de cómics de terror, Desfiladero, 2023.